# Dolní maják Paralepa
Dolní maják Paralepa (estonsky: Paralepa alumine tuletorn) stojí na západ od města Haapsalu v kraji Läänemaa v Baltském moři v Estonsku.
Maják je ve správě Estonského úřadu námořní dopravy (Veeteede Amet, EVA), kde je veden pod registračním číslem 471.

## Historie
Maják navádí lodi plující zálivem Haapsalu do přístavu Haapsalu. Společně s Horním majákem Paralepa tvoří dvojici náběžných majáků.
První majáky ve tvaru čtyřboké pyramidy byly postaveny v roce 1916 a naváděly lodi plující 40 metrů širokým a pět metrů hlubokým koridorem z průlivu Voosi. V roce 1922 byla věž vysoká 17 metrů, světlo ve výšce 17 metrů bylo viditelné do vzdálenosti 8 nm.  Maják vysílal úzký světelný paprsek (pruh). V roce 1934 byl postaven současný maják, který byl vybaven acetylénovou automatickou lampou. Maják byl vysoký 16 metrů. V roce 1980 byl maják připojen k elektrické síti a vybaven osvětlovacím zařízením EMS-210 (ЭMС–210).

## Popis
Válcová železobetonová věž vysoká 16 metrů je ukončená ochozem s lucernou. Maják má bílou barvu. Lucerna je vysoká 1,1 metr. V roce 2008 byla instalována nová LED svítilna.

## Data
zdroj
- výška světla 15 m n. m.
- rychlé záblesky bílého světla v intervalu 1 sekundy

| Barva                      | bílá      | Zdroj |
| Charakteristika 0,5+0,5=1s |           | [ 5 ] |
| Azimut                     | 150°–154° | [ 5 ] |
| Výseč                      | 4°        | [ 5 ] |
| Dosvit [nm]                | 7         | [ 5 ] |

označení
- Admiralty: C3656
- ARLHS: EST-043
- NGA: 12600
- EVA 471